# Proteinúria
Proteinúria é a perda excessiva de proteínas através da urina. Trata-se de um achado comum a várias doenças renais, podendo ser discreta, quando ocorre perda de apenas alguns miligramas de proteínas por dia, ou mais intensa, quando existe perda de vários gramas de proteínas por dia. Quando a perda de proteínas pela urina é maior que 3,5 gramas por dia, dizemos que se trata de uma proteinúria nefrótica.

## Avaliação
Do ponto de vista laboratorial, proteinúria é definida como concentração de proteínas na urina de 24h >150 mg/dia ou um rácio albumina:creatinina da primeira urina do dia >300 mg/dia.

## Mecanismos
Há três mecanismos principais que causam proteinúria:
- Doenças glomerulares
- Excesso de proteínas no sangue
- Incapacidade de reabsorção apropriada ao nível do túbulo contornado proximal do nefrónio.

## Significado
A proteinúria pode ser um sinal de lesão renal. As proteínas do soro filtradas no glomérulo renal são majoritariamente reabsorvidas. A perda excessiva de proteínas está geralmente relacionada com uma perturbação da filtração (p.e. na diabetes) ou da reabsorção. O excesso de proteínas no soro também pode conduzir à proteinúria (p.e. no mieloma múltiplo).
A causa mais comum de proteinúria é a diabetes.
Com a proteinúria intensa pode-se desenvolver hipoproteinemia que resulta na diminuição da pressão oncótica vascular. Esta situação pode se manifestar como edema, ascite ou mesmo hidrotórax (acúmulo de líquidos na cavidade pleural).